# Kongenitale Nebennierenhyperplasie durch 17-alpha-Hydroxylase-Mangel
Der CAH durch 17-alpha-Hydroxylase-Mangel ist eine sehr seltene angeborene Form der Kongenitalen Nebennierenhyperplasie, auch als Adrenogenitales Syndrom Typ V bezeichnet.
Hauptmerkmale sind Mangel an Glucocorticoiden, Hypergonadotroper Hypogonadismus und ausgeprägte Hypokaliämie mit arterieller Hypertonie.
Synonyme sind: Nebennierenhyperplasie, kongenitale, durch 17-alpha-Hydroxylase-Mangel; englisch Adrenal Hyperplasia, Congenital, Due To 17-alpha-hydroxylase Deficiency; 17-alpha-hydroxylase Deficiency
Die Erstbeschreibung stammt aus dem Jahre 1966 von den US-amerikanischen Ärzten Edward G. Biglieri, Mary Anne Herron und Norma Brust.

## Verbreitung
Die CAH durch 17-alpha-Hydroxylase-Mangel  macht etwa 1 % aller  Kongenitalen Nebennierenhyperplasien aus, die Häufigkeit wird mit 1 – 9 auf 1.000.000 angegeben, die Vererbung erfolgt autosomal-rezessiv.

## Ursache
Der Erkrankung liegen Mutationen im CYP17A1-Gen auf Chromosom 10 Genort q24.32 zugrunde.
Bislang sind vier verschiedene Mutationen in diesem Gen bekannt geworden (A174E, V178D, R440C, L465P).
Das Gen kodiert für das P450C17-Enzym, welches als Katalysator für zwei verschiedene Reaktionen wirkt, einmal für die Steroid-17α-Hydroxylase und zum anderen für die 17α-Hydroxyprogesteron-Aldolase (kurz: 17,20-Lyase).

## Einteilung
Je nach der vorliegenden Enzymstörung können folgende Formen unterschieden werden:
- Isolierter 17,20-Lyase-Mangel
- Kombinierter 17-Hydroxylase/17,20-Lyase-Mangel
  - kompletter Ausfall
  - partieller Mangel

## Klinische Erscheinungen
Klinische Kriterien sind:
- Steroid- und Glukokortikoidmangel
- beim männlichen Geschlecht ungenügende Virilisierung mit Intersexualität
- beim weiblichen Geschlecht sexueller Infantilismus mit primärer Amenorrhoe
- ausbleibende oder verzögerte Pubertät
- Bluthochdruck und Hypokaliämie
- trotz Cortisol-Mangels keine typischen Zeichen der Nebennierenrindeninsuffizienz oder Krisen

## Differentialdiagnose
Abzugrenzen sind andere Formen der Kongenitalen Nebennierenhyperplasie bzw. des Adrenogenitalen Syndroms.

## Therapie
Die Behandlung besteht aus einer lebenslangen Hormonersatztherapie.